# Videogioco stealth

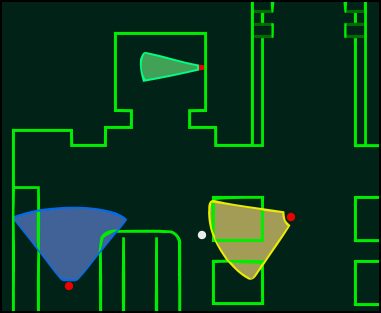
Il radar Soliton in Metal Gear Solid aiuta a gestire la situazione: il cono blu è il campo visivo di una guardia, quello giallo di una guardia sospettosa (ma anche di una telecamera) e il cono verde è il campo visivo del protagonista nella visuale in prima persona. Il cono rosso, qui non rappresentato, indica il campo visivo di un nemico allarmato.

Un videogioco stealth ("furtività") è un tipo di videogioco d'azione basato sull'abilità del giocatore dello stare in silenzio.

## Modalità di gioco
Le dinamiche dei giochi stealth sono molto differenti da quelle degli altri giochi d'azione: il giocatore deve riuscire a superare porte chiuse, pattuglie e altri ostacoli senza attirare l'attenzione dei personaggi controllati dal computer. A seconda del gioco si può essere rilevati in base a diverse azioni, come ad esempio essere visti, aver prodotto troppo rumore (ad esempio correndo su superfici metalliche) o aver lasciato impronte visibili. I giocatori infatti possono morire velocemente se affrontano i problemi con un approccio troppo impulsivo. Solitamente si cerca di enfatizzare la precisione, la pianificazione, l'attenta osservazione e le abilità di risoluzione dei problemi invece dell'utilizzo di riflessi veloci.
Se l'eccitazione nella maggior parte dei videogiochi d'azione deriva da adrenaliniche situazioni di combattimento, il divertimento in uno stealth è di natura più cerebrale. L'abilità di avvicinarsi a portata di braccio di un avversario o di colpire un nemico particolarmente pericoloso senza nemmeno essere visti fa presa su molti giocatori. Inoltre, questi videogiochi tendono ad enfatizzare molto di più la storia, perché parte dell'impatto del gioco deriva proprio dall'ambientazione, che deve porre particolare importanza alla propria relativa debolezza in campo aperto. 
Per lo stesso motivo, questo tipo di videogiochi tende a contenere molti più indizi visivi o sonori sulla posizione di oggetti, avversari o altri personaggi. Questo da una parte può portare alla creazione di perle di rara bellezza, ma dall'altro rende molto più difficoltoso e costoso la creazione di simili giochi. I fan di questo genere traggono spesso forte divertimento dal gameplay ad alta tensione, mentre gli altri trovano frustrante l'eccessiva difficoltà e l'alta precisione richiesta.

## Storia

### Origini (1981-1994)
Tra i primi esempi di questa tipologia di gioco si possono citare due titoli usciti nel 1981: l'arcade 005 (riconosciuto dal Guinness dei primati come il primo vero videogioco stealth) pubblicato da SEGA, e Castle Wolfenstein per Apple II. In entrambi i software sono inclusi, nel loro gameplay, elementi stealth. Fu però Hideo Kojima a ridefinire il genere stesso con il videogioco Metal Gear, uscito nel 1987 su MSX e successivamente su NES. Introducendo il personaggio Solid Snake, si veniva catapultati in campo nemico senza alcun tipo di equipaggiamento; tutto andava recuperato sul campo e le munizioni erano molto limitate.
Vi erano guardie e telecamere da evitare, per scongiurare uno scontro in netta inferiorità numerica. I nemici potevano vedere il protagonista anche da una notevole distanza e udire il suono di armi non silenziate. Era possibile inoltre travestirsi o passare inosservati nascondendosi sotto delle scatole di cartone (quest'ultima tattica sarebbe poi destinata a diventare un cliché nella storia di Metal Gear). Particolarmente sviluppata in questo gioco era la trama che comprendeva temi adulti e maturi. Anche con Wolfenstein 3D, uscito nel 1992, la id Software aveva aggiunto molte caratteristiche stealth già presenti in Castle Wolfenstein, come potersi avvicinare silenziosamente alle spalle degli avversari o indossare le uniformi nemiche, ma nessuna di queste fu inserita nella versione finale. Inoltre anche il videogioco System Shock ha incoraggiato il giocatore a usare le tecniche stealth attraverso l'aggiunta continua di nemici nei livelli (respawn) e alla scarsa disponibilità di munizioni e di armi che inoltre tendono a deteriorarsi proporzionalmente all'uso.

### Consolidamento del genere (1994-2001)
Nonostante ormai molti degli elementi di un videogioco stealth erano stati istituiti, mancavano ancora successivi sviluppi necessari a far maturare il genere, primo tra tutti l'introduzione delle 3 dimensioni. Una novità, in realtà non esclusiva del genere stealth ma propria di quasi tutti i giochi a partire dalla metà degli anni novanta, che sarebbe stata assolutamente necessaria per la nascita di due tra i più importanti giochi stealth alla fine del secolo: Metal Gear Solid e Dark Project: L'ombra del ladro. Metal Gear Solid, riconfermò il già quotato Hideo Kojima (grazie a giochi come Policenauts e Snatcher oltre che a Metal Gear) non solo come originale innovatore di un genere ma anche come una personalità capace di trasformare un gioco destinato ad un pubblico prevalentemente di nicchia in un successo commerciale con oltre 6 milioni di copie vendute, facendone uno dei giochi di successo di PlayStation e quello che certamente ha popolarizzato di più il genere stealth.
Metal Gear Solid ancora una volta brillava inoltre per capacità narrativa, originalità e intelligenza artificiale dei nemici: le guardie avevano un campo visivo umano "reale" a 150°, sentivano il rumore dei passi, osservavano le orme lasciate sul terreno e chiamavano rinforzi. Meno influente ed acclamato, ma altrettanto importante fu anche Dark Project: L'ombra del ladro: il giocatore doveva comportarsi come un ladro in un'ambientazione steampunk ispirata al medioevo; il gioco fu il primo di questo genere ad introdurre unicamente la visuale in prima persona, ed aggiungeva la capacità di usare l'oscurità e le ombre per muoversi senza essere visti. Particolare attenzione fu dedicata anche al rumore dei passi e all'atmosfera che si veniva a creare. Due anni dopo l'uscita di tali capolavori, nel 2000, si sarebbero visti altri giochi in cui il genere stealth seppur non miglioratosi, venne integrato con un'importanza rilevante. In Hitman: Codename 47, a differenza di Metal Gear, il giocatore veniva posto nei panni di un sicario e l'uccisione (e non il semplice "passare inosservato") di determinati obbiettivi era determinante per la buona riuscita delle missioni.
In The Operative: No One Lives Forever invece, lo stealth, era presente ma solo come alternativa all'uso della violenza e degli scontri a fuoco diretti; questa particolarità era presente anche in Deus Ex in cui il giocatore (seppur non obbligatoriamente) veniva spronato a fare uso di tattiche stealth. Ancora una volta, però, il genere stesso fu portato a livelli superiori grazie ad Hideo Kojima che concepì Metal Gear Solid 2: Sons of Liberty nel 2001. Seguendo quanto di buono e classico c'era nel primo capitolo vennero aggiunte possibilità come quella di appendersi e spostarsi lungo i bordi delle ringhiere, da usare come manovre evasive. Inoltre venne aggiunta la capacità di minacciare le guardie nemiche con un'arma e ottenere da loro oggetti come munizioni. Altrettanto sviluppato fu anche l'intelligenza artificiale dei nemici, per la prima volta in assoluto di tipo collettivo, lavorando cioè in gruppo per mettere in difficoltà il giocatore.

### Sviluppi successivi e nuova ondata stealth (2001-2010)
Seguendo più l'esempio di Dark Project: L'ombra del ladro, ma carpendo anche qualcosa da Metal Gear Solid, nel 2002 nacque Tom Clancy's Splinter Cell. Prendendo spunto dai racconti di fantapolitica di Tom Clancy, il gioco narrava le avventure di Sam Fisher, e comprendeva un gameplay che sfruttava una miscela più realistica rispetto a Metal Gear, e che si incentrava sul passare inosservato grazie all'uso di ombre e scarse fonti di luci come in Dark Project.
Nel 2004, il genere stealth fu di nuovo spinto in avanti con l'uscita di Metal Gear Solid 3: Snake Eater. Il gioco, che fungeva da prequel, integrò con le meccaniche stealth l'infiltrazione nella tundra russa, e nel sottobosco oltre che negli edifici. Questo nuovo capitolo inoltre includeva elementi di purissima sopravvivenza come la caccia agli animali per tenere in buono stato il vigore (differente dalla salute effettiva del personaggio); ed integrava pure pronto soccorso sul campo come cura con sutura, rimozione di proiettili e fasciature con stecche per gli ossi rotti. Altro passo avanti importantissimo fu inoltre l'indice di mimetizzazione, un indicatore dinamico e variabile in percentuale ed in tempo reale che indicava il livello di camuffamento del personaggio nell'ambiente circostante: se il valore scendeva occorreva cambiare la mimetica per adattarsi ad ogni tipo di ambiente.
Nel frattempo molti elementi stealth iniziavano a comparire sempre più in giochi nella quale tuttavia questo genere non era affatto predominante: The Chronicles of Riddick: Escape from Butcher Bay, dove la furtività era molto ben inserita anche con il contesto narrativo; Fallout 3, qui in questo caso la furtività era determinata da elementi da gioco di ruolo e cresceva col crescere delle abilità del personaggio; Crysis in cui, seppur non obbligatoriamente, il gioco stesso spesso spronava naturalmente a compiere manovre furtive per facilitare la riuscita delle missioni. Nel 2008 esce anche Metal Gear Solid 4: Guns of the Patriots che pur non rinunciando al concetto del "vigore" (stavolta denominato psiche) fece un passo indietro e rimosse gli elementi di sopravvivenza introdotti dal terzo capitolo, intregrando però la furtività con un contesto di guerriglia: si poteva lasciare combattere le due fazioni per conto loro e procedere indisturbato, oppure (tramite travestimento o completo anonimato) favorire la vittoria sul campo di una delle due. Come con il terzo capitolo, anche in Metal Gear Solid 4: Guns of the Patriots, l'indice di mimetizzazione rappresenta un fattore importantissimo: tuttavia questa volta, Solid Snake, ha a disposizione una mimetica ad alta tecnologia chiamata "OctoCamo", che cambia colore in base al tipo di superficie con la quale si viene a contatto. Inoltre per la prima volta, viene introdotto il combattimento in terza persona a mezzo busto. Nel 2009 esce Batman: Arkham Asylum, primo videogioco della saga videoludica Batman: Arkham basata sul personaggio dei fumetti Batman, dove al giocatore viene data la possibilità di scegliere tra un approccio stealth oppure uno basato sul combattimento faccia a faccia.

### Rinascita dello stealth (2010-presente)
Il periodo tra la fine del primo decennio del terzo millennio e l'inizio della seconda ha visto l'ascesa di giochi con componenti stealth alquanto elevati come Deus Ex: Human Revolution (2011) e Deux Ex: Mankind Divided (2016), oppure titoli nuovi puramente stealth come Dishonored (2012) e Dishonored 2 (2016), pesantemente influenzati nell'ambientazione e nelle meccaniche da Dark Project: L'ombra del ladro (Thief), o ancora il ritorno di Hitman con il capitolo Hitman: Absolution (2012). Anche per lo stesso Thief è stato un momento di rinascita, dopo quasi 10 anni di assenza da Deadly Shadows, con l'uscita del reboot semplicemente intitolato, appunto, Thief (2014) sviluppato da Eidos Interactive. Nel 2010 uscì Tom Clancy's Splinter Cell Conviction seguito, nel 2013, da Tom Clancy's Splinter Cell: Blacklist, mentre nel 2014 è uscito Metal Gear Solid V: Ground Zeroes seguito, nel 2015, da Metal Gear Solid V: The Phantom Pain. A partire dal 2016 è stata pubblicata una nuova trilogia di Hitman, costituita da Hitman (2016), Hitman 2 (2018) e Hitman 3 (2021). Tra il 2012 e il 2025 sono usciti cinque capitoli della saga videoludica Sniper Elite, in particolare: Sniper Elite V2 (2012), Sniper Elite 3 (2014), Sniper Elite 4 (2017), Sniper Elite 5 (2022) e Sniper Elite: Resistance (2025).

## Esempi
- Metal Gear
- Splinter Cell
- Commandos
- Dark Project: L'ombra del ladro (Thief)
- Tenchu
- Hitman
- Deus Ex
- Dishonored
- Alien: Isolation
- Forbidden Siren
- Assassin's Creed[8]